# Eloy (Arizona)
Eloy – miasto w Stanach Zjednoczonych, w stanie Arizona, w hrabstwie Pinal. Jest to jedno z najbardziej wysuniętych na południe przedmieść obszaru metropolitalnego Phoenix. Leży około 25 km na południowy wschód od Casa Grande. 